# گمینا اولشنا
گمینا اولشنا (به لهستانی:  Gmina Olszyna) یک گمینا در لهستان است که در شهرستان لوبانگ واقع شده‌است. گمینا اولشنا ۴۷٫۱۶ کیلومتر مربع مساحت و ۶٬۸۸۱ نفر جمعیت دارد.